# Маунтен-В'ю-Ейкерс (Каліфорнія)
Маунтен-В'ю-Ейкерс (англ. Mountain View Acres) — переписна місцевість (CDP) в США, в окрузі Сан-Бернардіно штату Каліфорнія. Населення — 3337 осіб (2020).

## Географія
Маунтен-В'ю-Ейкерс розташований за координатами 34°29′51″ пн. ш. 117°20′49″ зх. д. / 34.49750° пн. ш. 117.34694° зх. д. (34.497579, -117.347032).  За даними Бюро перепису населення США в 2010 році переписна місцевість мала площу 4,07 км², уся площа — суходіл.

## Демографія
Згідно з переписом 2010 року, у переписній місцевості мешкало 3130 осіб у 906 домогосподарствах у складі 769 родин. Густота населення становила 769 осіб/км².  Було 989 помешкань (243/км²).
Расовий склад населення:
| - 55,8 % — білих - 6,9 % — чорних або афроамериканців - 3,1 % — азіатів - 1,5 % — корінних американців - 0,5 % — вихідців з тихоокеанських островів - 27,5 % — осіб інших рас |

До двох чи більше рас належало 4,6 %. Частка іспаномовних становила 52,6 % від усіх жителів.
За віковим діапазоном населення розподілялося таким чином: 28,3 % — особи молодші 18 років, 60,4 % — особи у віці 18—64 років, 11,3 % — особи у віці 65 років та старші. Медіана віку мешканця становила 34,3 року. На 100 осіб жіночої статі у переписній місцевості припадало 102,9 чоловіків;  на 100 жінок у віці від 18 років та старших — 101,3 чоловіків також старших 18 років.
Середній дохід на одне домашнє господарство  становив 59 747 доларів США (медіана — 55 620), а середній дохід на одну сім'ю — 62 387 доларів (медіана — 56 006). За межею бідності перебувало 22,2 % осіб, у тому числі 29,3 % дітей у віці до 18 років та 0,0 % осіб у віці 65 років та старших.
Цивільне працевлаштоване населення становило 1170 осіб. Основні галузі зайнятості: транспорт — 19,7 %, освіта, охорона здоров'я та соціальна допомога — 16,8 %, роздрібна торгівля — 14,0 %, науковці, спеціалісти, менеджери — 12,6 %.